# Vídeo de fuzileiros navais dos Estados Unidos urinando em combatentes do Talibã

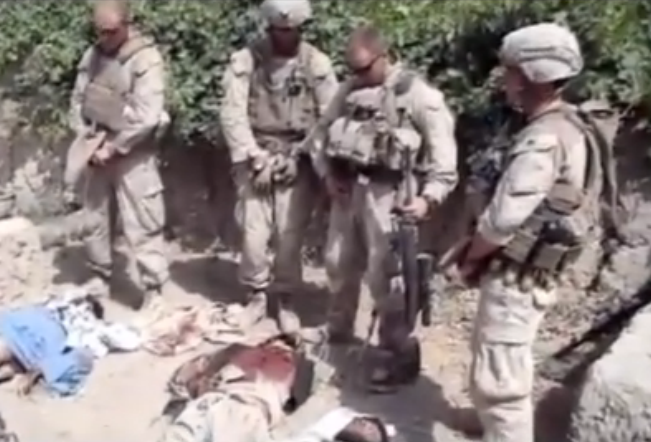
Fuzileiros navais dos EUA a urinar em cadáveres

Um vídeo de fuzileiros navais dos EUA urinando em combatentes do Talibã foi postado em sites em janeiro de 2012.  O vídeo foi amplamente visto no YouTube, TMZ e outros sites, e causou raiva e indignação no Afeganistão e no Oriente Médio.

## Conteúdo do vídeo
O vídeo mostra quatro homens vestidos com uniformes de combate dos fuzileiros navais dos EUA rindo e brincando enquanto urinam no que parecem ser homens mortos em algum lugar da zona rural do Afeganistão. Fontes de notícias descrevem os mortos como insurgentes do Talibã . Há um carrinho de mão ao lado deles e a cena aparece como área de agricultura rural. Um dos corpos está coberto de sangue e o fuzileiro pode ser ouvido brincando "Tenha um ótimo dia, amigo", "Golden like a shower" e "Yeahhhh!".

## Circunstâncias
Investigações subsequentes revelariam que o incidente ocorreu por volta de 27 de julho de 2011 durante uma operação de contra-insurgência perto de Sandala, distrito de Musa Qala, na província de Helmand, Afeganistão, um reduto do Talibã e um centro de produção de papoula de ópio que foi palco de luta dura na época. Os fuzileiros navais urinando eram do 3º Batalhão, 2º fuzileiros navais baseados em Camp Lejeune, na Carolina do Norte . Dos cerca de 1.000 fuzileiros navais do batalhão, sete foram mortos durante a implantação de sete meses da unidade na área.

## Investigação, perpetradores e punição
Um dia após o lançamento do vídeo, investigações internas e criminais foram iniciadas pelo Corpo de Fuzileiros Navais. O comandante do Corpo de Fuzileiros Navais, general James F. Amos, designou o tenente-general Steven A. Hummer para conduzir uma investigação interna. Além disso, o general Amos orientou o Serviço de Investigação Criminal Naval a conduzir uma investigação criminal. Profanar corpos é um crime sob a lei militar dos EUA e as Convenções de Genebra.  O porta-voz da ISAF, coronel Gary Kolb, disse à CNN: "Em casos extremos, um ato como urinar em um corpo pode ser interpretado como um crime de guerra".
Inicialmente, o general Amos designou o tenente-general Thomas Waldhauser, o mais alto fuzileiro naval no Afeganistão, para receber os relatórios e decidir sobre disciplina e punição.  No entanto, no início de fevereiro, Amos conheceu Waldhauser nos Emirados Árabes Unidos, e eles discutiram o caso. Amos expressou seu desejo de que os fuzileiros navais envolvidos fossem punidos severamente.  Essas conversas criaram a questão da influência ilegal do comando: agora parecia que Waldhauser estava sendo pressionado por seu superior em vez de ser um juiz imparcial. Em uma tentativa de corrigir seu erro, o general Amos substituiu Waldhauser pelo tenente-general Richard P. Mills.  No entanto, a questão da influência ilegal do comando continuaria a ser analisada na investigação.
Em 27 de agosto de 2012, o Corpo de Fuzileiros Navais dos EUA anunciou que três fuzileiros navais envolvidos no incidente receberam punições administrativas não judiciais.  Eles também receberão uma marca permanente em seus registros que afetarão quaisquer futuras promoções e re-alistas.
Um comunicado de imprensa da sede do tenente-general Mills declarou: "Nós mantemos os fuzileiros navais com um alto padrão de comportamento ético. O Corpo de Fuzileiros Navais leva muito a sério a má conduta dos fuzileiros navais e está comprometido em responsabilizar aqueles que são responsáveis".  O comunicado de imprensa também indicou que "ações disciplinares contra outros fuzileiros navais envolvidos no incidente serão anunciadas posteriormente".
Dois fuzileiros navais dos EUA — os sargentos Joseph W. Chamblin e Edward W. Deptola — foram acusados em meados de setembro de 2012 por "violações do Código Uniforme de Justiça Militar" por seu envolvimento no incidente de micção.  Os dois sargentos foram oficialmente acusados de "posar para fotografias não oficiais com vítimas humanas", falhando em prevenir ou denunciar adequadamente a má conduta de fuzileiros navais juniores sob seu comando, o disparo indiscriminado de uma granada lançador e o disparo indiscriminado de uma metralhadora inimiga.  
O tenente-general Mills encaminhou ambos os sargentos a um Tribunal Marcial Especial. O encaminhamento de seus casos a um Tribunal Marcial Especial pula as audiências probatórias necessárias para proceder a um Tribunal Marcial Geral e também limita suas punições potenciais. As punições máximas disponíveis em um Tribunal Marcial Especial são um ano de confinamento, uma perda de dois terços do pagamento por um ano, uma redução na classificação para Privado e uma alta por má conduta.
Tanto o Sargento Chamblin quanto o Sargento Deptola se declararam culpados. De acordo com os acordos pré-julgamento, o Chamblin foi condenado a ser reduzido de patente e multado, enquanto o Deptola foi condenado a uma redução de patente.
Chamblin publicou sua visão dos eventos em um livro.

## Reações
O presidente afegão Hamid Karzai disse que "o governo do Afeganistão está profundamente perturbado por um vídeo que mostra soldados americanos profanando corpos de três afegãos".  Arsala Rahmani, um dos principais negociadores do conselho de paz de Karzai, disse que o filme terá um "impacto muito, muito ruim nos esforços de paz" e que "olhando para tal ação, o Talibã pode facilmente recrutar jovens e dizer-lhes que seu país foi atacado por cristãos e judeus e eles devem defendê-lo."  O secretário de Defesa dos EUA, Leon Panetta , disse: "Vi a filmagem e acho o comportamento retratado totalmente deplorável".
O congressista Allen West disse: "Os fuzileiros navais estavam errados. Dê a eles uma punição máxima de acordo com o artigo 15 do nível de campo (punição não judicial), coloque uma carta de repreensão em nível de oficial geral em seu arquivo pessoal e coloque-os em uniforme de gala. antes de seu Batalhão, cada um pessoalmente pede desculpas a Deus, País e Corpo, gravado em vídeo e conclui cantando o Hino do Corpo de Fuzileiros Navais dos EUA sem um teleprompter, inferno."
Dana Loesch disse em seu The Dana Show na KFTK , uma estação de rádio conservadora: "Alguém pode me explicar se deveria haver um escândalo de alguém fazer xixi no cadáver de um combatente do Talibã? Alguém que, como parte de uma organização, assassinou mais de 3.000 americanos? Eu largaria o programa e faria isso também. Mas sou eu. Eu quero um milhão de pontos legais para esses caras. É duro dizer isso? Vamos lá pessoal, isso é uma guerra. O que as pessoas pensam que isso é. Eu não sou totalmente politicamente correto. Eu te disse isso. Eles acham que nós vamos sentar e tomar chá." Ela acrescentou: "Eu tenho algum problema com isso como cidadã dos Estados Unidos? Não, não tenho".  Goldie Taylor, um ex-fuzileiro naval respondeu aos comentários de Loesch, "nojento", acrescentando "dizer que você 'abandonaria' e faria a mesma coisa, questiono a integridade de alguém que diria algo assim".
Um porta-voz do Taleban disse: "Primeiro eles mataram os afegãos com morteiros e depois urinaram em seus corpos. Condenamos veementemente essa ação desumana dos selvagens soldados americanos".  A secretária de Estado Hillary Clinton disse acreditar que os homens podem ser culpados de um crime de guerra.

## Efeitos do vídeo
O vídeo causou indignação no Afeganistão, no Oriente Médio e em todo o mundo.  Um soldado afegão que matou quatro soldados franceses no Afeganistão e feriu outros oito gravemente disse que fez isso por causa dos fuzileiros navais americanos que urinaram nos corpos no vídeo.  O vídeo divulgado causou grande comoção, juntamente com a queima do livro sagrado muçulmano Alcorão por tropas dos EUA e o tiroteio em Panjwai, as relações entre os Estados Unidos e o Afeganistão,  danificou seriamente a imagem do americano tropas perante o público afegão, e foi, de acordo com o Talibã, uma das razões para os ataques de abril de 2012 no Afeganistão.